# Jelcz (gmina)

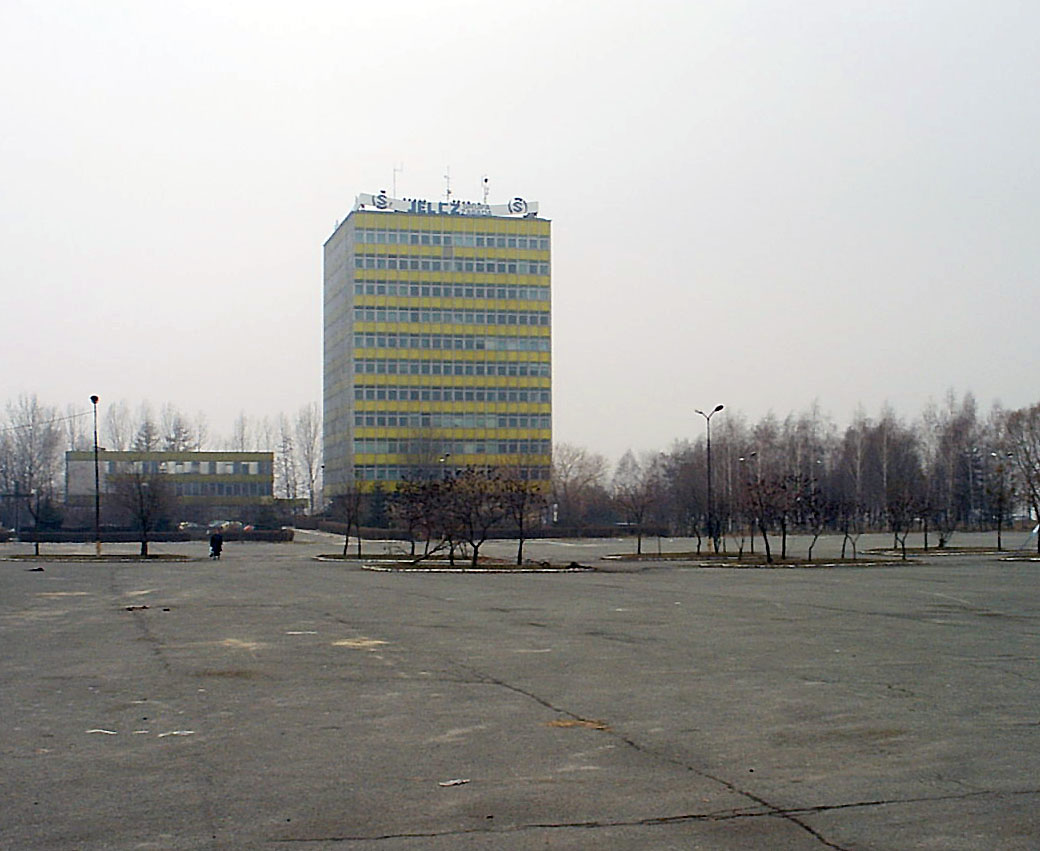
Biurowiec ZS Jelcz w Jelczu

Jelcz – dawna gmina wiejska istniejąca w latach 1945–1954 na Dolnym Śląsku w woj. wrocławskim (dzisiejsze woj. dolnośląskie). Siedzibą władz gminy był Jelcz (od 1987 dzielnica miasta Jelcz-Laskowice).
Gmina Jelcz powstała po II wojnie światowej na terenie tzw. Ziem Odzyskanych (tzw. II okręg administracyjny – Dolny Śląsk). 28 czerwca 1946 gmina – jako jednostka administracyjna powiatu oławskiego – weszła w skład nowo utworzonego woj. wrocławskiego.
Według stanu z 1 lipca 1952 gmina składała się z 6 gromad: Górnik, Jelcz, Łęg, Nowy Dwór, Ratowice i Stary Otok. Gmina została zniesiona 29 września 1954 wraz z reformą wprowadzającą gromady w miejsce gmin. Jednostki nie przywrócono 1 stycznia 1973 wraz z kolejną reformą reaktywującą gminy, a jej obszar wszedł głównie w skład gminy Laskowice Oławskie, którą 1 stycznia 1987 roku przemianowano na gminę Jelcz-Laskowice w związku z połączeniem wsi Jelcz i Laskowice Oławskie w miasto Jelcz-Laskowice.
Zobacz też: gmina Jelcz-Laskowice.